# Serendipiteit
Serendipiteit is het vinden van iets onverwachts en bruikbaars, terwijl de vinder op zoek was naar iets totaal anders.

## Achtergrond
Het woord werd geïntroduceerd in het Engels door Horace Walpole in de 18e eeuw, in een brief waarin hij het had over een verhaal dat hij had gelezen, het Perzische sprookje De drie prinsen van Serendip (Serendip is een oude Perzische naam voor Sri Lanka). Het verhaal is eigenlijk geen goed voorbeeld van wat we nu onder serendipiteit verstaan: het is eerder een voorbeeld van inductie. In die context verwijst serendipiteit naar het vermogen van een alerte geest om uit toevalligheden conclusies te trekken. Anders gezegd: slimme, voorbereide mensen zijn beter in staat om daadwerkelijk ontdekkingen te doen aan de hand van het toeval dan niet zulke slimme mensen die onvoorbereid zijn. 

## Voorbeelden

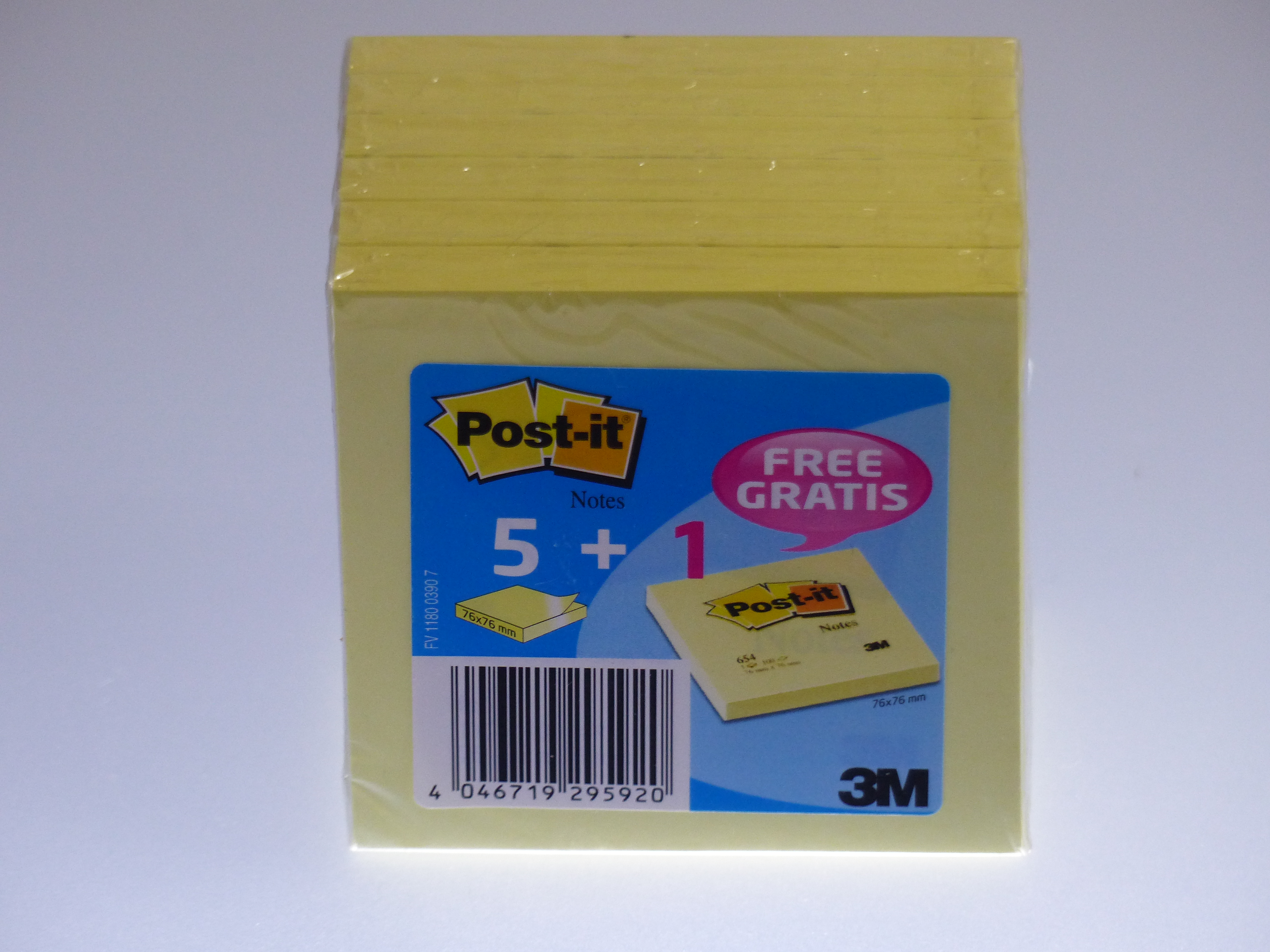
Post-it zelfklevende notitieblaadjes

In de wetenschap en techniek duikt regelmatig serendipiteit op. Een voorbeeld is de ontdekking van penicilline door Alexander Fleming. Terwijl Fleming zijn laboratorium opruimde, viel hem op dat een schimmel zich gevestigd had op een kweekplaat met kolonies stafylokokkenbacteriën en dat rondom die schimmel een zone lag waarin de bacteriën niet groeiden. Later analyseerde hij de door de schimmel uitgescheiden stof en dit bleek penicilline te zijn. Deze waarneming was voor Fleming waarschijnlijk al door tientallen anderen gedaan; maar Fleming was wel de eerste die erbij stilstond.
Een ander voorbeeld is de ontdekking van aspartaam als zoetstof. James M. Schlatter was een onderzoeker werkzaam bij G.D. Searle, een fabrikant van medicijnen. Hij was op zoek naar middelen tegen maagzuur, en experimenteerde met aminozuren. Toen hij zijn vinger likte om een pagina om te slaan, proefde hij de intens zoete smaak van de stof die later aspartaam zou gaan heten.
Enkele andere ontdekkingen:
- De (her)ontdekking van Amerika door Christoffel Columbus
- De ontdekking van de röntgenstraling
- De ontdekking van de champagne
- De uitvinding van de magnetron
- De ontdekking van kosmische achtergrondstraling
- De ontdekking van polyetheen
- De uitvinding van Post-it-notitiepapier
- De uitvinding van vloeipapier
- De uitvinding van het theezakje
- De uitvinding van het Czochralski-proces
- De ontdekking van de psychedelische effecten van lsd
- De ontdekking van de potentieverhogende werking van Viagra
- De ontdekking van teflon door Roy Plunkett
- De ontdekking van een nieuwe manier om molybdeen-99 te maken zonder radioactief afval, dat  gebruikt wordt als medische isotoop, door ASML[1]

## Trivia
- Serendipiteit is door de Amerikaanse onderzoeker Julius Comroe omschreven als "het zoeken naar een speld in een hooiberg, en eruit rollen met een boerenmeid".[2]
- De film Serendipity (2001, Peter Chelsom) poogt te laten zien hoe het in het dagelijks leven werkt.